# Elezioni parlamentari in Austria del 1959
Le elezioni parlamentari in Austria del 1959 si tennero il 10 maggio per il rinnovo del Nationalrat. In seguito all'esito elettorale, Julius Raab, esponente del Partito Popolare Austriaco, divenne Cancelliere; nel 1961 gli successe Alfons Gorbach, espressione del medesimo partito.

## Risultati
| Liste                                  | Voti      | %     | Seggi |
| -------------------------------------- | --------- | ----- | ----- |
| Partito Socialista d'Austria           | 1 953 935 | 44,79 | 78    |
| Partito Popolare Austriaco             | 1 928 043 | 44,19 | 79    |
| Partito della Libertà Austriaco        | 336 110   | 7,70  | 8     |
| Partito Comunista d'Austria            | 142 578   | 3,27  | –     |
| Federazione dei Socialisti Democratici | 2 190     | 0,05  | –     |
| Totale                                 | 4 362 856 | 100   | 165   |